# Cercle des Beaux-Arts d'Ostende
De Cercle des Beaux-Arts d'Ostende was een kunstenaarsvereniging die bestond van 1894 tot 1896, in het Belgische Oostende.

## Geschiedenis
De vereniging werd gesticht in 1894 op initiatief van onder meer
James Ensor, Emile Spilliaert,  Felix Buelens, Achille Vlaminck, Henri Permeke, Albert Baertsoen, Frantz Charlet, Auguste Musin, Louis Bellis, Marie Van Halme-Lévy en Marthe Vlaminck-Dufour, allen beeldend kunstenaars. Antoine Dujardin (Luik 1848- Oostende 1933) was medestichter, maar was in feite architect in hoofdberoep maar was ook een goed tekenaar.
De Oostendse kunstenares Euphrosine Beernaert en de verkavelaar van de Domaniale Gronden te Oostende Louis Delbouille waren ereleden (en wellicht sponsors).
De vereniging organiseerde in 1894 en 1895 kunstsalons in Oostende.
Het initiatief werd beëindigd in 1896.
James Ensor had zich van in den beginne kritisch opgesteld tegen het weinig selectieve optreden van het bestuur bij het aanvaarden van kunstenaars voor hun salons.
De draad werd tien jaar later weer opgenomen door "Ostende Centre d'Art"